# Schmutziges Geld
Pour plus de détails, voir Fiche technique et Distribution.
Schmutziges Geld (titre allemand) ou Song (titre anglais) (en français, Argent sale pour le titre allemand) est un film germano-britannique réalisé par Richard Eichberg sorti en 1928.
Il s'agit de l'adaptation de la nouvelle Schmutziges Geld de Karl Vollmöller.

## Synopsis
Après avoir commis un meurtre pour sa fiancée Gloria, le célèbre peintre Jack est contraint de se cacher. Dans le quartier du port, il sauve la pauvre malaisienne Song de deux marins importuns. Elle tombe amoureuse de Jack, et ensemble Song et Jack apparaissent dans un cabaret du port, il est un lanceur de couteaux, elle danseuse. Quand le directeur a un œil sur Song et aussi Gloria, Jack devient de nouveau fou. Afin de recueillir des fonds pour Gloria et de la récupérer, Jack s'implique dans le projet d'un braquage d'un convoi d'argent. Le braquage échoue, Jack est blessé aux yeux. Song essaie d'obtenir de l'argent de Gloria afin de payer une chirurgie oculaire pour Jack. Gloria rejette Song. Song trompe Jack aveuglé en portant les vêtements de Gloria et lui faire croire à son soutien. Pour amasser des fonds pour l'opération, elle commence même à voler. Jack découvre tout et Song, qui est maintenant la sensation de la ville en tant que danseuse, meurt lors d'un numéro des couteaux qui se passe mal.

## Fiche technique
- Titre : Schmutziges Geld
- Réalisation : Richard Eichberg
- Scénario : Helen Gosewish, Adolf Lantz
- Musique : Paul Dessau
- Direction artistique : Willi Herrmann
- Photographie : Heinrich Gartner
- Producteur : Richard Eichberg
- Société de production : British International Pictures, Richard Eichberg-Film Gmbh
- Société de distribution : Süd-Film
- Pays de production : Allemagne  République de Weimar,  Royaume-Uni
- Langue : allemand
- Format : Noir et blanc - 1,33:1 - 35 mm
- Genre : Drame
- Durée : 94 minutes
- Dates de sortie :
  - Allemagne  République de Weimar : 20 décembre 1928.
  - Hongrie : 21 novembre 1928.
  - Finlande : 3 mars 1929.
  - Portugal : 20 novembre 1929.

## Distribution
- Anna May Wong : Song
- Heinrich George : Jack Houben
- Mary Kid : Gloria Lee
- Hans Adalbert Schlettow : Dimitri Alexi
- Paul Hörbiger : Sam

## Source de la traduction
- (de) Cet article est partiellement ou en totalité issu de l’article de Wikipédia en allemand intitulé « Schmutziges Geld » (voir la liste des auteurs).